# نورالدین امرابط
نورالدین امرابط (عربی: نورالدین أمرابط؛ زاده ۳۱ مارس ۱۹۸۷) یک بازیکن فوتبال اهل مراکش است.
وی همچنین در تیم ملی فوتبال مراکش بازی کرده‌است.

## باشگاهی
او سابقه بازی در پی اس وی آیندهوون،گالاتاسرای و واتفورد را دارد.
- النصر عربستان سعودی

در ۴ ژولای ۲۰۱۸ امرابط با قراردادی سه ساله به النصر عربستان پیوست.
- باشگاه فوتبال آ. ا. ک آتن

امرابط در ۱۶ آگوست ۲۰۲۱ به باشگاه فوتبال آ. ا. ک آتن با قراردادی دو ساله پیوست.